# Apollo 17
Apollo 17 war der elfte bemannte und letzte Flug des Apollo-Programms und der bisher letzte bemannte Flug zum Mond. Die Mission startete am 7. Dezember 1972 um 00:33 Uhr Eastern Standard Time vom Kennedy Space Center in Florida. An Bord waren der Kommandant Eugene Cernan, der Pilot des Apollo-Raumschiffs Ron Evans und der Pilot der Mondlandefähre Harrison „Jack“ Schmitt.
Apollo 17 war der erste Nachtstart in der bemannten US-amerikanischen Raumfahrt und der letzte Start des Apollo-Programms mit einer Saturn-V-Rakete. Während sich Evans in der Apollo-Kommandokapsel im Mondorbit befand, verbrachten Cernan und Schmitt etwas mehr als drei Tage im Taurus-Littrow-Tal auf dem Mond. Sie unternahmen drei Außenbordeinsätze (Extravehicular activity, EVA), entnahmen Mondgesteinsproben und verwendeten das Apollo Lunar Surface Experiments Package (ALSEP) auf der Mondoberfläche. Evans führte wissenschaftliche Messungen durch und erstellte Fotografien aus dem Mondorbit unter Verwendung eines Moduls, welches am Service Module angebracht war. Der Landeplatz für Apollo 17 war mit dem vorrangigen Ziel gewählt worden, Mondgestein aus einem Hochland zu untersuchen, das älter ist als die Auswirkungen, die das Mare Imbrium gebildet haben.
Die Apollo-17-Mondlandung war die sechste und letzte des Apollo-Programms; es war auch das bislang letzte Mal, dass Menschen über eine erdnahe Umlaufbahn hinaus reisten. Zudem war es der erste Mondflug, dessen Kommandant kein Testpilot war, und der erste, der keinen Testpiloten an Bord hatte. Der X-15-Testpilot Joe Engle war durch Harrison Schmitt ersetzt worden. Die Mission brach die Rekorde für den längsten Aufenthalt auf dem Mond, die längsten EVAs, die größte Mondprobe und die längste Zeit im Mondorbit.
Cernan, Evans und Schmitt kehrten am 19. Dezember 1972 nach zwölf Tagen zur Erde zurück. Nach Apollo 17 wurden verbliebene Apollo-Raumfahrzeuge in den Skylab- und Apollo-Sojus-Programmen verwendet. Der nächste bemannte Mondflug ist für das Jahr 2026 mit der US-amerikanischen Mission Artemis 2 geplant, die nächste Landung für frühestens 2027 mit Artemis 3.

## Besatzung

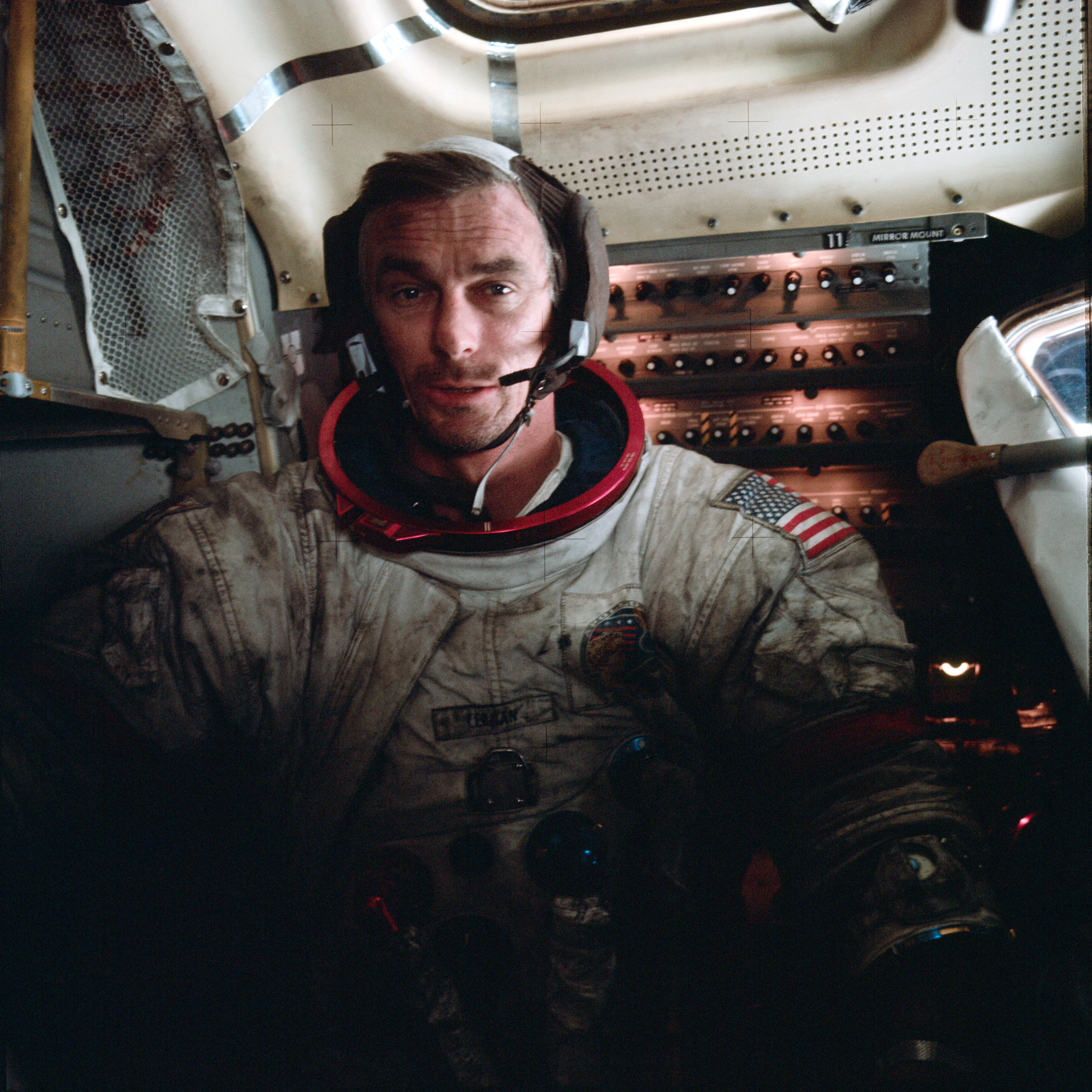
Eugene Cernan in der Challenger nach dem letzten Außenbordeinsatz

Am 13. August 1971, kurz nach dem Flug von Apollo 15, gab die NASA die Besatzung für die Mission Apollo 17 bekannt. Turnusgemäß wäre die Ersatzmannschaft von Apollo 14 an der Reihe gewesen, zur Hauptmannschaft aufzusteigen. So war die Nominierung von Eugene Cernan als Kommandant und Ron Evans als Pilot der Apollo-Kommandokapsel America an sich keine Überraschung, die Nominierung von Cernan stand allerdings kurzzeitig in Frage, weil er durch ein gewagtes Flugmanöver den Absturz eines Hubschraubers verursacht hatte und damit die persönliche Eignung als Kommandant eines Raumfluges diskutiert wurde. Statt Joe Engle wurde dagegen Harrison Schmitt aus der Ersatzmannschaft von Apollo 15 als Pilot der Mondlandefähre Challenger eingeteilt. Schmitt war einer der Wissenschaftsastronauten, die die NASA 1965 ausgewählt hatte, und von denen noch keiner zum Einsatz gekommen war. Auf Druck der NASA-Wissenschaftler wurde Schmitt vor Engle der Vorzug gegeben.
Als Ersatzmannschaft wurde zunächst die komplette Mannschaft von Apollo 15 eingeteilt: Kommandant David Scott, Pilot der Kommandokapsel Alfred Worden und Landefährenpilot James Irwin. Diese wurde als Folge der Briefmarkenaffäre im Mai 1972 vollständig ausgetauscht. Kommandant und Mondfährenpilot von Apollo 16, John Young und Charles Duke sprangen ein, ebenso der Pilot der Kommandokapsel von Apollo 14, Stuart Roosa.
Die Unterstützungsmannschaft (Support-Crew) bestand aus dem Wissenschaftsastronauten Robert Parker sowie aus Gordon Fullerton und Robert Overmyer, die ihre Astronautenausbildung bei der US-Luftwaffe bekommen hatten und zur NASA gewechselt waren, nachdem die Air Force die Pläne eines eigenen bemannten Raumfahrtprogramms (Manned Orbiting Laboratory, MOL) aufgegeben hatte.

## Missionsinsignien
Das Missionsabzeichen zeigt auf nachtblauem Grund den Kopf des griechischen Sonnengottes Apollon vor den hellblauen Umrissen eines Adlers, des Wappentiers der Vereinigten Staaten. In den Umrissen des Adlers liegen unter drei weißen fünfzackigen Sternen vier rote horizontale Streifen. Sterne und Streifen zitieren die Flagge der Vereinigten Staaten; die drei Sterne repräsentieren zudem die drei Besatzungsmitglieder. Im Hintergrund sind Mond, der Planet Saturn und eine Galaxie oder ein Nebel zu sehen. Der Flügel des Adlers überdeckt teilweise den Mond und deutet damit auf die dortige Präsenz des Menschen hin. Der Blick Apollos und die Richtung der Bewegung des Adlers verkörpern die Absicht der Menschheit, weitere Ziele im Weltraum zu erforschen.
Neben den Farben der US-Flagge (rot, weiß und blau) enthält das Missonsabzeichen die Farbe Gold, die für ein goldenes Zeitalter der Raumfahrt, das mit der Mondlandung von Apollo 17 beginnen sollte, steht.
Der Kopf des Apollons ist eine Abbildung einer antiken Skulptur, des „Apollo von Belvedere“. Das Abzeichen wurde von Robert McCall entworfen; die Mannschaft brachte ihre Vorstellungen in die Gestaltung ein.

## Vorbereitung
Die einzelnen Stufen der Saturn-V-Rakete AS-512 wurden zwischen Oktober 1970 und Juni 1972 in Cape Kennedy angeliefert. Das Apollo-Raumschiff CSM-114 erhielt den Namen America, die Mondlandefähre LM-12 den Namen Challenger (Herausforderer).
Am 28. August 1972 konnte die Rakete zur Startrampe 39-A gerollt werden.
Als Verbindungssprecher (Capcom) während des Fluges dienten hauptsächlich Fullerton, Parker und Overmyer von der Unterstützungsmannschaft sowie Young, Duke und Roosa von der Ersatzmannschaft, Alan Shepard von Apollo 14, Ken Mattingly von Apollo 16, sowie Joseph Allen, ein Wissenschaftsastronaut, der schon bei Apollo 15 Capcom gewesen war.

## Planung und Training
Wie Apollo 15 und Apollo 16 wurde Apollo 17 als J-Mission bezeichnet, ein Apollo-Missionstyp, der Mondoberflächenaufenthalte von drei Tagen, umfangreichere wissenschaftliche Tätigkeiten und die Verwendung des Lunar Roving Vehicle beinhaltete. Da Apollo 17 die letzte Mondlandung des Apollo-Programms sein sollte, wurden geeignete Landeplätze, die vorher noch nicht in Betracht gezogen wurden, nun einer genaueren Untersuchung unterzogen. Es wurde eine Landung im Krater Copernicus betrachtet, diese wurde aber letztlich abgelehnt, weil Apollo 12 bereits Proben von diesem Krater gesammelt hatte, und drei weitere Apollo-Landungen bereits in der Nähe von Mare Imbrium durchgeführt worden waren. Eine Landung im lunaren Hochland in der Nähe des Kraters Tycho wurde ebenfalls in Erwägung gezogen, wurde aber wegen des dort vorgefundenen Geländes und einer Landung auf der Mondrückseite verworfen. Am Tsiolkovskiy Krater wären zusätzliche Kommunikationssatelliten für eine Landung nötig gewesen, um die Verbindung zwischen Bodenmannschaft und dem Landeteam sicherzustellen, dadurch wäre die Mission sehr viel teurer geworden. Eine Landung in einer Region südwestlich von Mare Crisium wurde ebenfalls in Betracht gezogen, diese wurde aber mit der Begründung abgelehnt, dass ein sowjetisches Raumfahrzeug den Ort leicht erreichen könnte; Luna 20 sollte schließlich eine Woche später in der Nähe von Apollo 17 landen. Nach einer Auswahl blieben drei Standorte für die Landung von Apollo 17 übrig: der Alphonsus-Krater, der Gassendi-Krater und das Taurus-Littrow-Tal. Bei der endgültigen Entscheidung berücksichtigten die Missionsplaner die primären Ziele für Apollo 17: Erlangung von altem Hochlandmaterial aus einer beträchtlichen Entfernung von Mare Imbrium, Probeentnahmen von junger vulkanischer Aktivität (weniger als drei Milliarden Jahre), und mit einer minimaler Überlappung von Bodenproben der Missionen von Apollo 15 und Apollo 16, um die Menge neuer Proben zu maximieren. Alle Landeplätzen außer Taurus-Littrow schieden aus wissenschaftlichen oder technischen Gründen aus. Eine Landung bei Tycho wurde wegen des rauen Geländes als zu gefährlich angesehen.
Die Besatzung sollte in der Lage sein, Proben von altem Hochlandmaterial aus den Resten eines Erdrutsches zu erhalten, das an der Südwand des Tals auftrat und die Möglichkeit von geologisch jungen Material, welches von vulkanischer Aktivität in diesem Gebiet stammt. Obwohl das Tal ähnlich dem Landungsort von Apollo 15 war, welches am Rand der dunklen Tiefebene des Mondes liegt, wurde angenommen, dass die Vorteile von Taurus-Littrow die Nachteile überwiegen, was zu seiner Auswahl als Landeplatz für Apollo 17 führte. Apollo 17 war die einzige Mondlandungsmission, die das Traverse Gravimeter Experiment (TGE), ein Experiment das vom Draper Laboratory am Massachusetts Institute of Technology (MIT) entwickelt wurde, durchführte, um relative Gravitationsmessungen während der Landung vor Ort und an verschiedenen Orten während des Aufenthalts auf der Mondoberfläche zu liefern. Die Wissenschaftler würden dann diese Daten verwenden, um Informationen über die geologische Substruktur des Landeplatzes und der Umgebung zu sammeln.
Wie bei den vorherigen Mondlandungen durchliefen die Astronauten ein umfangreiches Trainingsprogramm, das Schulungen zum Sammeln von Proben an der Oberfläche, Nutzung der Raumanzüge, Navigation im Lunar Roving Vehicle, Feldgeologietraining, Überlebenstraining, Wasserung und Bergung mit der Landekapsel sowie Training mit der Ausrüstung umfasste.

## Flugverlauf

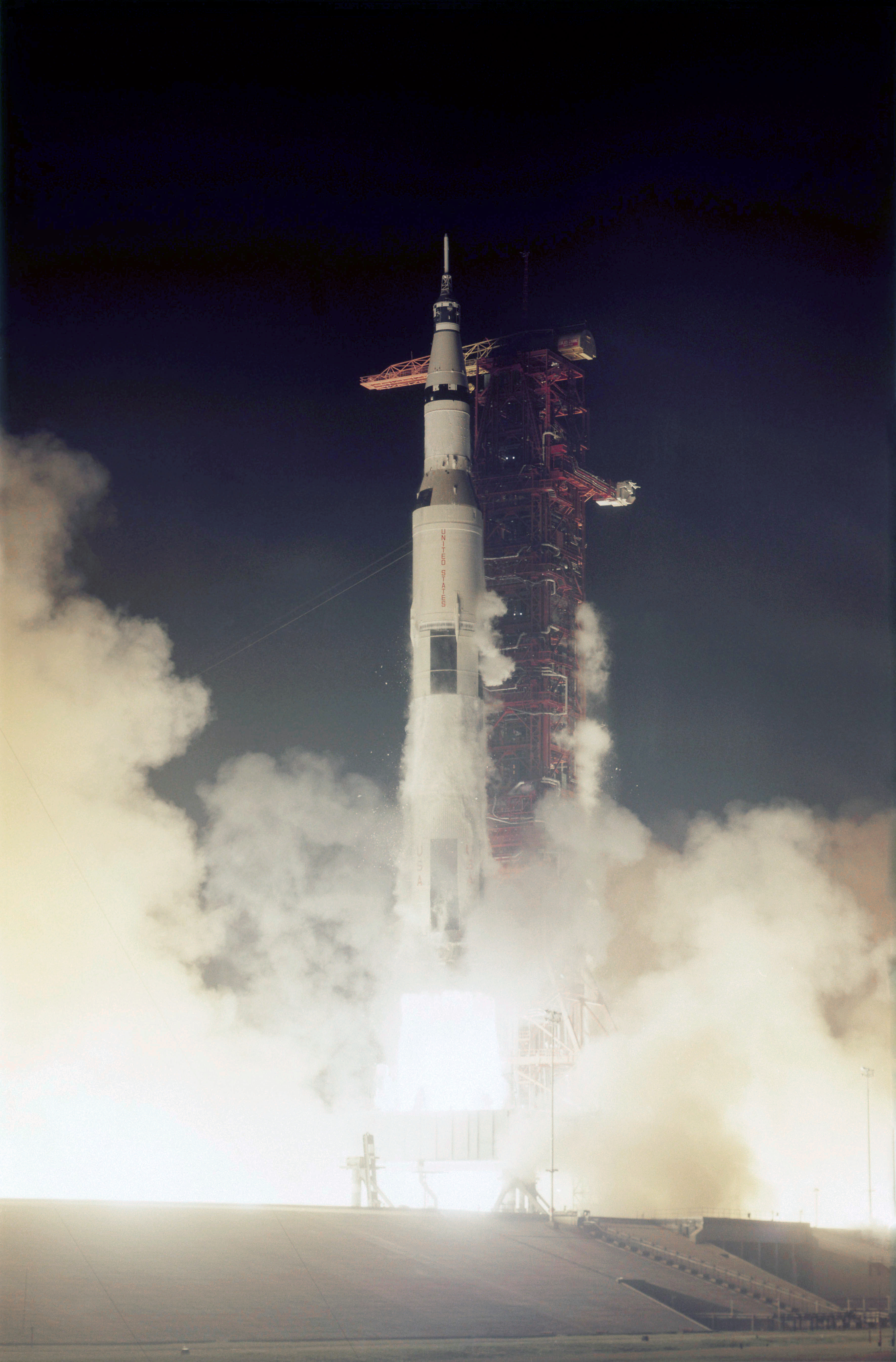
Start von Apollo 17 am 7. Dezember 1972

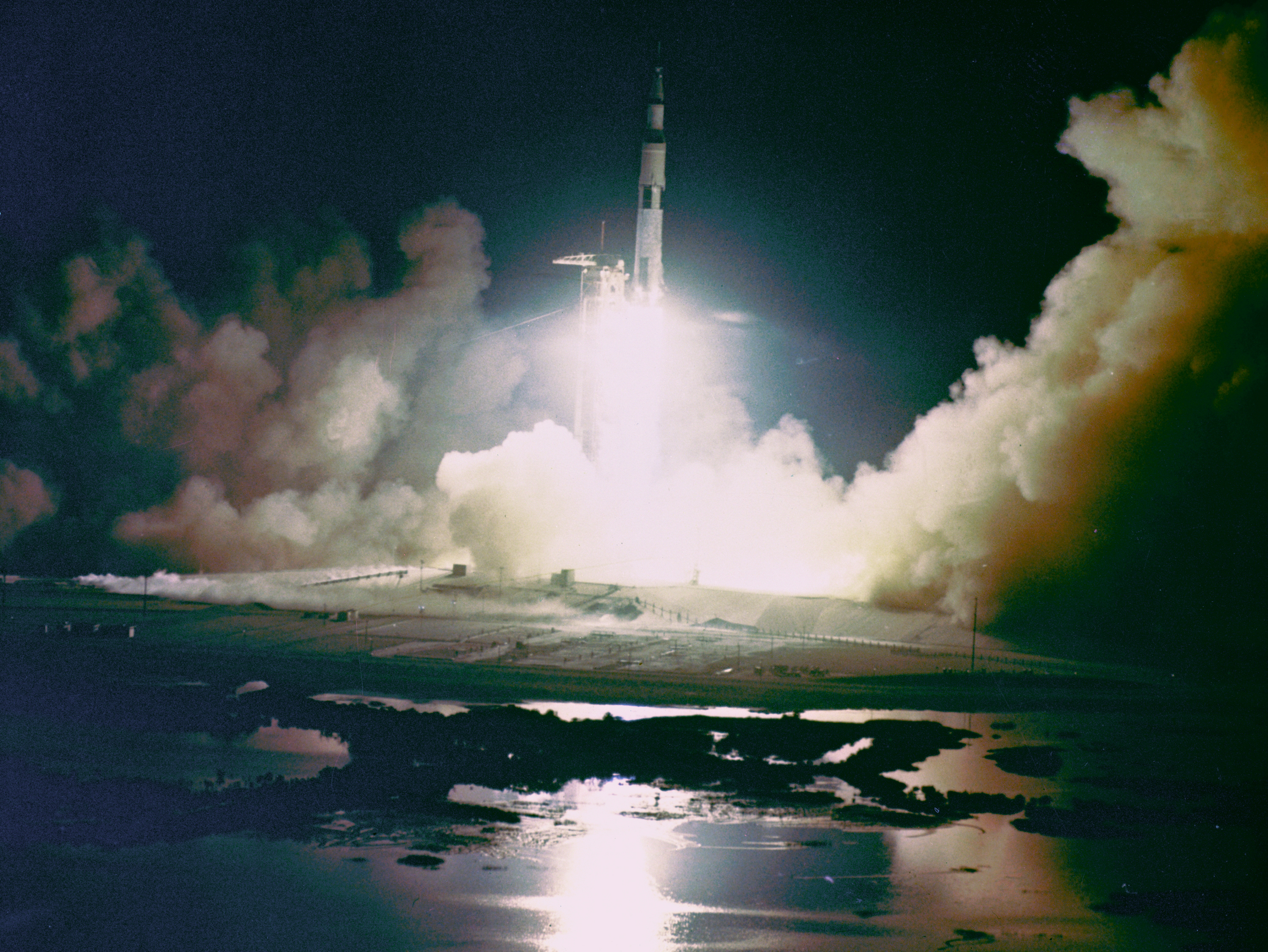
Nachtstart der Apollo 17

### Start

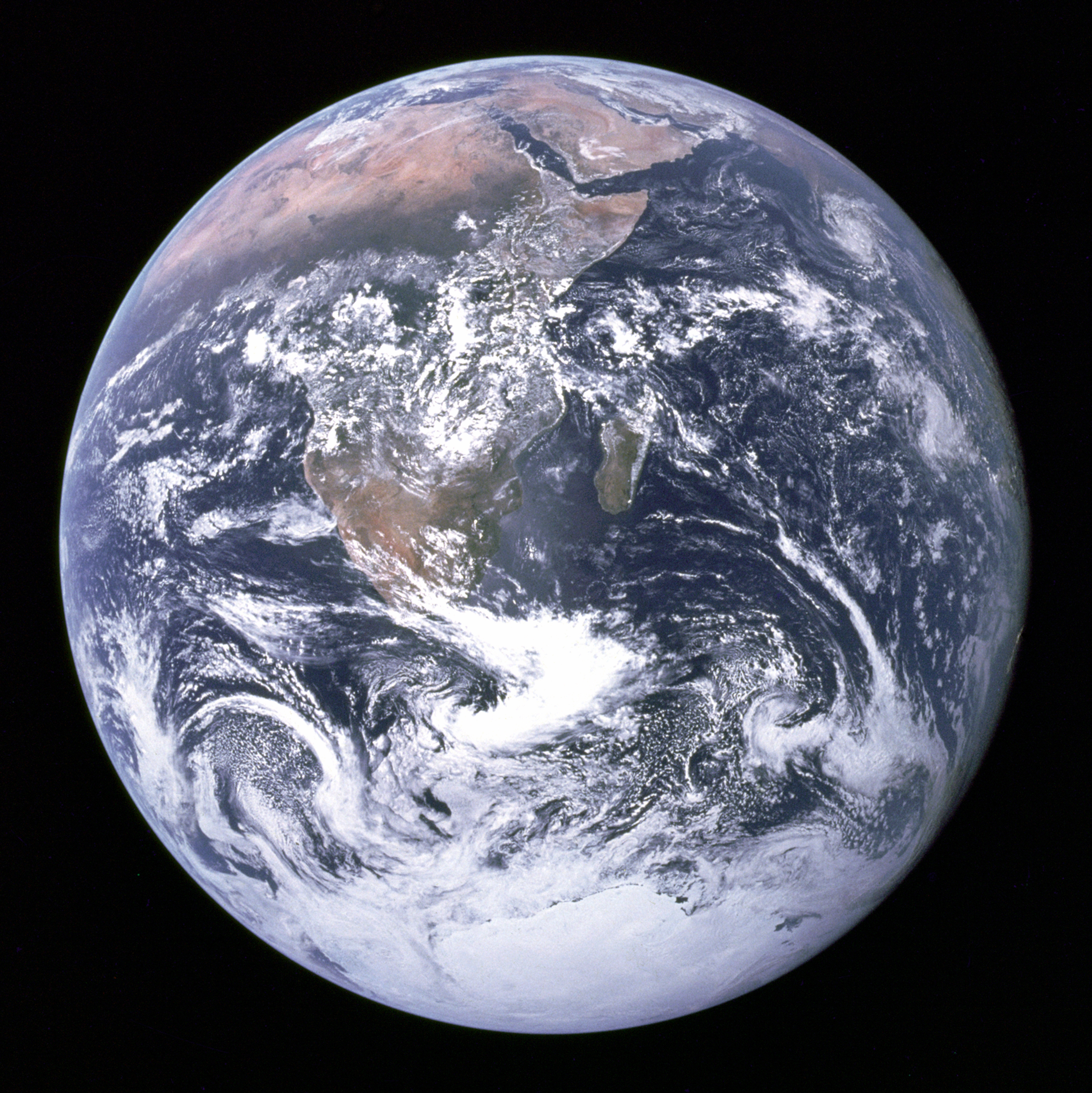
Blue Marble – Foto der Erde, das von Apollo 17 auf dem Weg zum Mond aufgenommen wurde. „Wir brachen auf, um den Mond zu erkunden, aber tatsächlich entdeckten wir die Erde.“ Eugene Cernan

Der Start fand am 7. Dezember 1972 um 5:33 UTC statt. Apollo 17 war der letzte bemannte Raumflug mit einer Saturn V-Rakete. Ursprünglich sollte die Apollo-17-Mission um 2:53 UTC beginnen. Der Countdown musste jedoch 30 Sekunden vor dem geplanten Zeitpunkt abgebrochen werden, weil ein Computer ausfiel. Dieser sollte den Flüssigsauerstofftank der dritten Stufe (S-IVB) der Saturn V unter Druck setzen. Nach einer Verzögerung von mehr als zwei Stunden und vierzig Minuten hob die Rakete von der Startrampe ab. Diese Startverzögerung war die einzige im gesamten Apollo-Programm, die durch einen Hardwarefehler verursacht wurde.
Trotz der nächtlichen Zeit beobachteten geschätzte 500.000 Menschen in der unmittelbaren Nähe des Kennedy Space Center den Start. Aufgrund der Dunkelheit war der Start von Apollo 17 noch aus 800 km Entfernung zu sehen. Viele Menschen in Miami (Florida) sahen einen roten Strich, der den Nordhimmel kreuzte.
Um 8:46 UTC wurde die dritte Stufe wieder gezündet, um das Raumfahrzeug in Richtung Mond zu beschleunigen. Diese Stufe (S-IVB) wurde kontrolliert auf dem Mond zum Absturz gebracht und der Einschlag mit Seismometern der vorherigen Missionen registriert.
Um 19:47 UTC am 10. Dezember zündete das Service Propulsion System (SPS) des Servicemoduls, um das CSM/LM in die Mondumlaufbahn zu verlangsamen. Nach der Orbiteinstellung und der Orbitalstabilisierung begann die Besatzung mit der Landung im Taurus-Littrow-Tal. Cernan wurde damit der zweite Astronaut mit zwei Missionen im Mondorbit (nach John Young und gemeinsamer Mondumrundung mit Apollo 10).

### Blue Marble
Auf dem Weg zum Mond gelang der Besatzung das berühmte Bild einer „Voll-Erde“ „Blue Marble“ mit Blick auf Afrika und den Indischen Ozean. Zu dieser Konstellation kam es, weil der vorgesehene Landeplatz der östlichste des Apollo-Programms war; die Anforderung nach einer günstigen, nicht zu hoch stehenden Sonne auf dem Mond führte daher zu einem Start nur 34 Stunden nach Neumond.

### Auf dem Mond

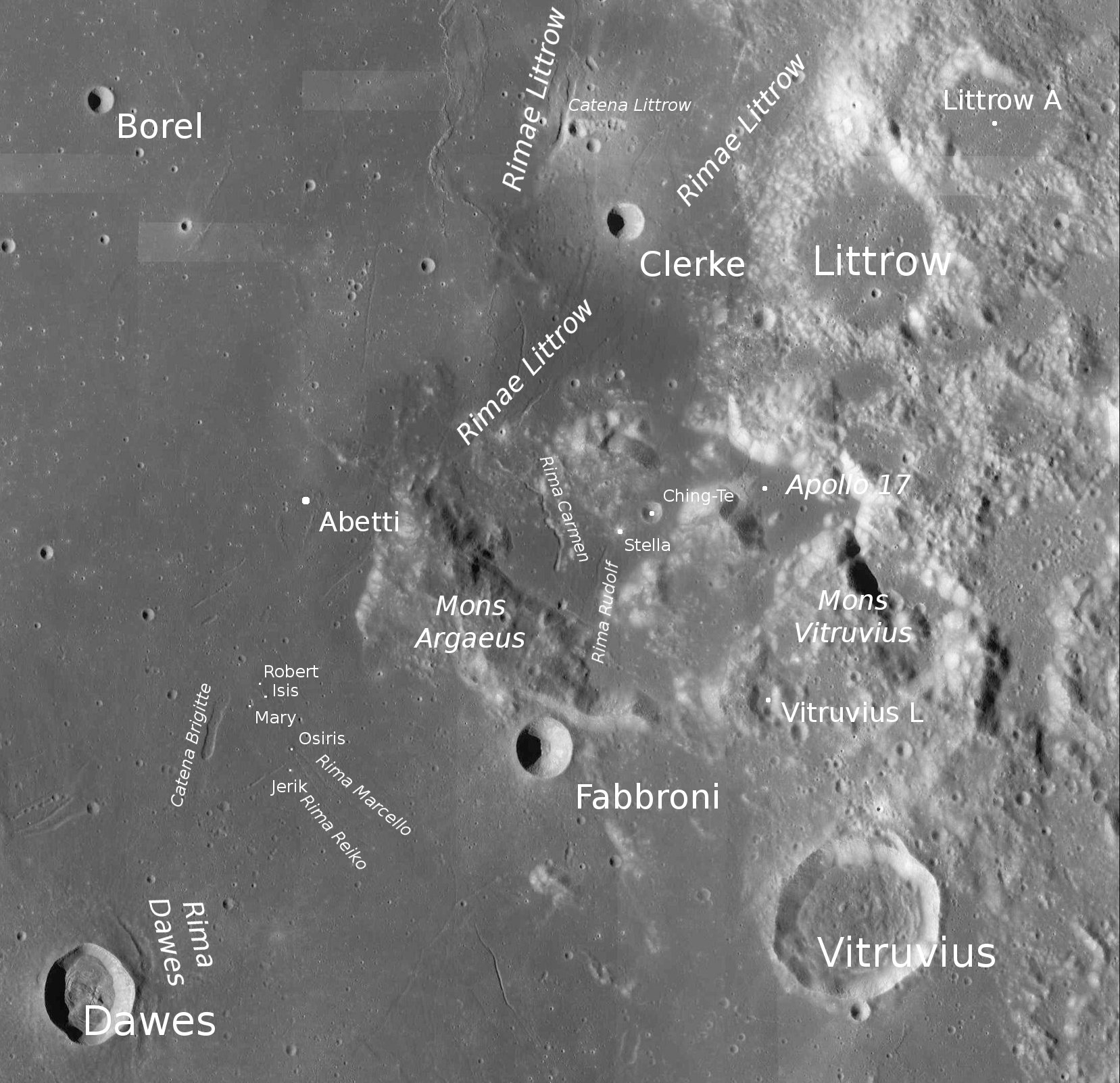
Landestelle und weitere Umgebung (LROC-WAC)

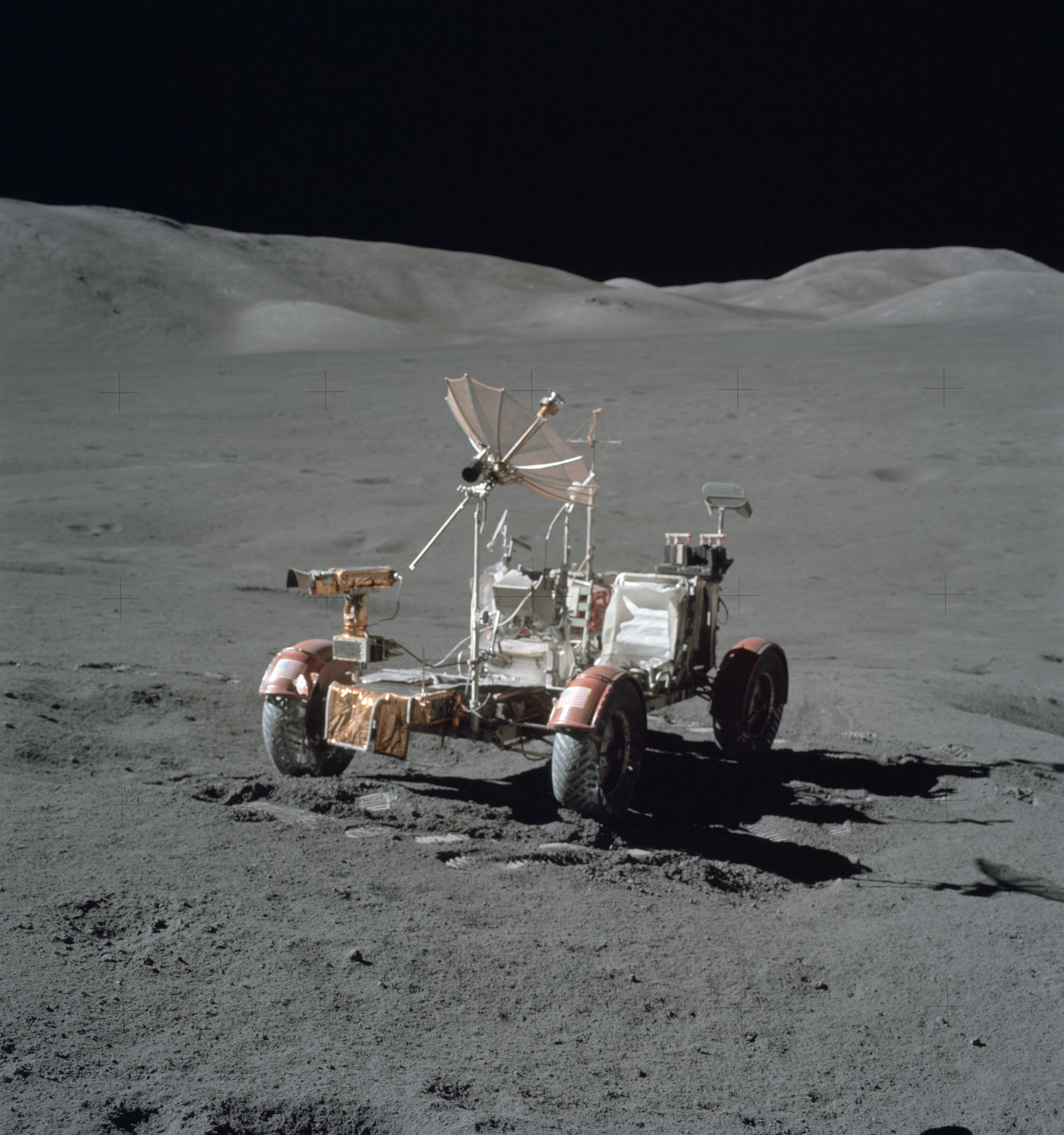
Mondauto der Apollo 17, wie es heute auf dem Mond steht

Cernan und Schmitt landeten mit der Mondfähre „Challenger“ nördlich des Mons Vitruvius an einem Ausläufer des Mare Serenitatis. Drei EVAs sollten die Astronauten auf dieser Mission durchführen.
Die mit einer Radionuklidbatterie ausgestatteten „Apollo lunar surface experiment package“ (ALSEP) wurde während der ersten EVA („Extravehicular Activity“, Aktivität außerhalb der Landefähre) in der Nähe des Landeplatzes errichtet, etwas weiter entfernt als die verbliebenen Experimente. Die Versuchs- und Messsysteme umfassten im Einzelnen:
- Ein Wärmefluss-Experiment
- Eine Gravimeter-Profilmessung

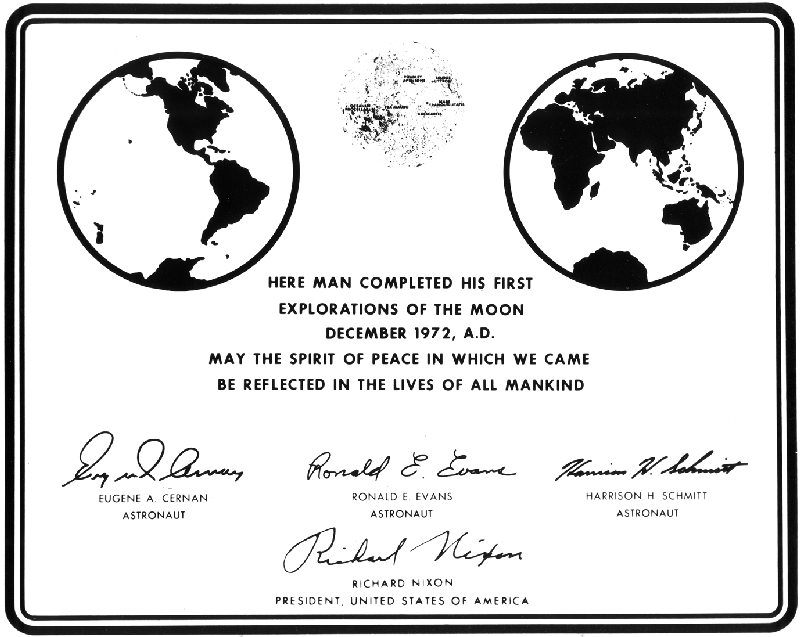
Plakette am LM der Apollo-17-Mission

Apollo 17 war die einzige Apollo-Mission, welche das Traverse Gravimeter Experiment (TGE) durchführte. Da Gravimeter sich bei der geologischen Untersuchung der Erde als nützlich erwiesen hatten, war es das Ziel dieses Experiments, dieselben Techniken auf dem Mond zu benutzen, um seine innere Struktur zu erkunden. Das Gravimeter wurde verwendet, um Messwerte am Landeplatz in unmittelbarer Nähe des Lunar-Moduls (LM), sowie an verschiedenen Orten auf den Routen des LRV während der Mission, zu erhalten. Messungen mit dem TGE wurden auf dem Lunar Roving Vehicle von den Astronauten durchgeführt, wenn es stillstand, oder das TGE auf der Mondoberfläche platziert wurde.
Insgesamt sechsundzwanzig Messungen wurden mit der TGE während der Mission bei den drei EVAs durchgeführt. Als Teil des Apollo Lunar Surface Experiments Package (ALSEP) setzten die Astronauten auch das Lunar Surface Gravimeter ein, ein ähnliches Experiment, das letztlich nicht richtig funktionierte.
- Lichtblitze-Phänomen

Während der Apollo-Mondmissionen beobachteten die Besatzungsmitglieder Lichtblitze. Diese Blitze, die als Streifen oder Flecken beschrieben wurden, wurden von Astronauten während einer Schlafperiode beobachtet, als das Raumfahrzeug abgedunkelt war. Es wurden etwa zwei Blitze pro Minute beobachtet. Auf der Mondoberfläche trat dieses Phänomen nicht auf, beobachtet wurde es von den Besatzungsmitgliedern während des Fluges zum Mond, zurück zur Erde und im Mondorbit. Die Apollo-17-Besatzung führte – wie schon die Besatzung von Apollo 16 – ein Experiment durch, das den Zusammenhang der Lichtblitze mit der kosmischen Strahlung klären sollte. Als Teil des Experiments, das von der NASA und der University of Houston durchgeführt wurde, trug ein Astronaut ein Gerät, das die Zeit, die Stärke und den Weg von hochenergetischen Teilchen aufzeichnete. Die Analyse ergab, dass das Experiment die Hypothese stützte, dass die beobachteten Blitze geladene Teilchen sind, welche durch die Netzhaut in das Auge dringen.
- Eine Gravimeter-Gangmessung
- Einen Meteoritenzähler
- Systeme für bodenelektrische Messungen
- Systeme für bodenmechanische Experimente
- Geräte für Atmosphären-Messungen
- Detektoren für kosmische Strahlung
- Einen Detektor und eine Quelle für Neutronen
- Einen Transponder zur Schwerefeldmessung
- Aktive Seismometer-Experimente

Tag 1:

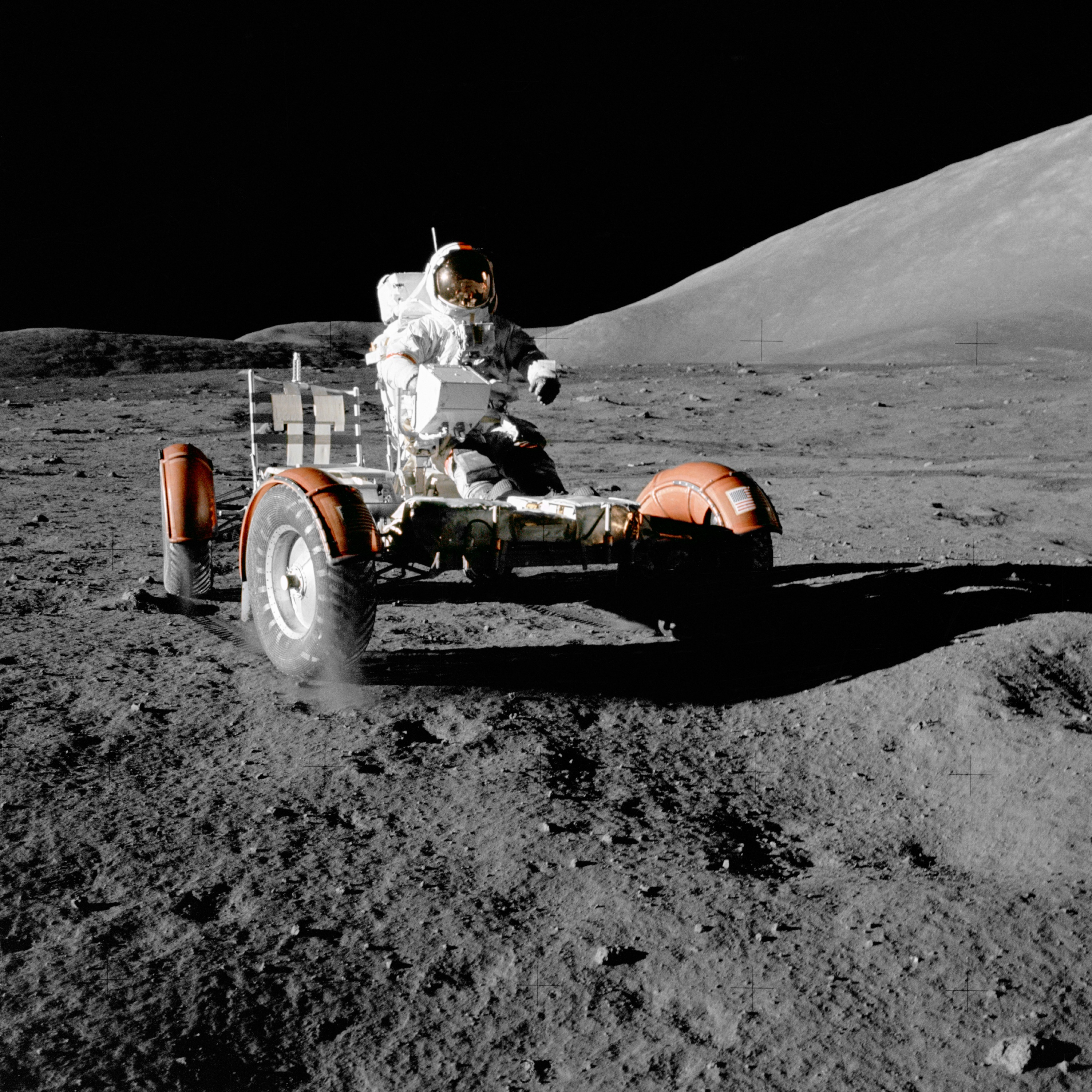
Das „Lunar Roving Vehicle“

Der erste Mondspaziergang (EVA) der Apollo-17-Mission begann am 11. Dezember um 23:55 UTC, etwa vier Stunden nach der Landung. Die erste Aufgabe war, das benötigte Gerät und andere Ausrüstungsgegenstände aus der Landefähre zu entladen. Zudem wurde auch das bewährte Lunar Roving Vehicle (Mondauto) in Betrieb genommen, das im Gegensatz zu den früheren Einsätzen keine Defekte an der Lenkung aufwies. Allerdings brach die hintere rechte Radabdeckung teilweise ab, als sich Cernan mit einem Hammer unter dem rechten Kotflügel verfing, so dass Mondstaub auf die Fahrer flog und deren Sicht erheblich behinderte. Bereits der Kommandant von Apollo 16 John Young verursachte während der Apollo 16-Mission einen ähnlichen Schaden, als er um den Rover herumging.
Cernan und Schmitt behalfen sich mit einer Reparatur aus Mondkarten und Klebeband sowie Klammern, die aus der Innenbeleuchtung der Mondfähre zweckentfremdet wurden. Eine Mondkarte wurde auf den beschädigten Kotflügel geklebt, doch der Staub, der sich auf der Oberfläche des Kotflügels ansammelte, hinderte sie daran, die Karte richtig zu befestigen. Nach Rücksprache mit Mission Control führte eine bessere Methode zum Aufbringen des Klebebandes zu einer zufriedenstellenden Lösung, die Reparatur hielt bis zum Ende der Mission. Die Besatzung begann dann mit dem ALSEP westlich des unmittelbaren Landeplatzes mit den vorgesehenen Experimenten. Danach gingen Cernan und Schmitt zum Steno-Krater im Süden des Landeplatzes, die erste geologische Untersuchung der Mission, bei der sie 14,3 Kilogramm (31 Pfund) Gesteinsproben sammelten. Sie nahmen sieben Gravimeter-Messungen vor und positionierten zwei explosive Pakete, die später ferngezündet wurden, um mit Geophonen Messungen durchzuführen, die von den Astronauten der vorherigen Apollo-Missionen gesetzt wurden. Diese EVA endete nach sieben Stunden und zwölf Minuten.
Tag 2:
Am nächsten Tag unternahm man eine Expedition in westlicher Richtung zu diversen Kratern, darunter auch zum Krater Shorty, wo Schmitt Orange Soil, orangefarbene Kügelchen aus einem glasähnlichen Material, fand, was er mit hörbarer Begeisterung kommentierte. Nach 7 Stunden und 36 Minuten wurde die EVA beendet. Es wurden an diesem Tag 34,1 kg Material gesammelt und die weiteste Entfernung zur Landefähre zurückgelegt.
Tag 3:
Die letzte Exkursion, bei der 62 kg Gesteins- und Bohrkernproben geborgen wurden, führte die Mannschaft zu mehreren Kratern nordöstlich der Landefähre und dauerte 7 Stunden und 15 Minuten. Der EVA, der letzte des Apollo-Programms, begann am 13. Dezember um 22:26 Uhr UTC. Während dieser Expedition sammelte die Besatzung 66 kg Mondgestein und führte neun Gravimetermessungen durch. Sie fuhren den Rover in den Norden und Osten des Landungsortes und erforschten die Basis des Nordmassivs, den Skulpturenhügel und den ungewöhnlichen Mondkrater Van Serg. Vor dem Ende des Mondspazierganges sammelte die Besatzung einen Felsen, eine Brekzie und widmete sie mehreren Nationen, die damals im Mission Control Center in Houston, Texas, vertreten waren. Eine Gedenktafel auf dem Mondmodul, die an die Leistungen des Apollo-Programms erinnert, wurde von den Astronauten enthüllt. Cernan folgte dann Schmitt in das Mondmodul, nachdem er etwa 7 Stunden und 15 Minuten auf der Mondoberfläche verbracht hatte.
Insgesamt legten die Astronauten mit ihrem Mondauto 35,7 Kilometer zurück. Dabei erklommen sie mehrere Krater sowie das Taurus-Gebirge und sammelten in der Summe 110,5 kg Mondgestein zum Rücktransport auf die Erde ein, unter anderem den Mondbasalt 70017, von dem einzelne Fragmente an alle Nationen der Welt verschenkt wurden, und eines der ältesten gefundenen Gesteine (Troktolith 76535). Es war mit 3 Tagen und 3 Stunden Verweildauer auf dem Mond die längste Mission der Apollo-Serie.
Am 14. Dezember 1972 um 05:40 UTC verließ Cernan als letzter Mensch die Mondoberfläche, die bis heute nicht wieder von Menschen betreten wurde. Er nahm Abschied mit den Worten:

“I’m on the surface; and, as I take man’s last step from the surface, back home for some time to come – but we believe not too long into the future – I’d like to just [say] what I believe history will record. That America’s challenge of today has forged man’s destiny of tomorrow. And, as we leave the Moon at Taurus-Littrow, we leave as we came and, God willing, as we shall return, with peace and hope for all mankind. Godspeed the crew of Apollo 17.”

„Ich bin auf der Oberfläche; und wenn ich nun für einige Zeit den letzten Schritt eines Menschen vom Mond Richtung Heimat machen werde, dann möchte ich sagen, was die Geschichte meiner Meinung nach festhalten wird: Amerikas Herausforderung von heute hat das Schicksal des Menschen von morgen geschmiedet. Wir verlassen jetzt Taurus-Littrow, wie wir einst gekommen sind und, wenn Gott es will, werden wir zurückkehren in Frieden und Hoffnung für die gesamte Menschheit. Gute Reise der Besatzung von Apollo 17.“

Die Übertragung des Rückstarts vom Mond mit der ferngesteuerten Kamera gelang dieses Mal perfekt. Das Training der zwei vorhergegangenen Missionen erlaubte es, das Schwenken der Kamera trotz der Signallaufzeit von insgesamt 2,5 Sekunden so zu steuern, dass die Aufstiegsstufe fast in der Bildmitte blieb.
In der Zwischenzeit untersuchte das im Mondorbit verbliebene Apolloraumschiff die Mondoberfläche, in Erweiterung früherer Missionen auch mit einem aktiven Radar. Die Umlaufbahn war der von Apollo 15 sehr ähnlich, sodass sich die gewonnenen Daten ergänzten und korrelieren ließen. Daraus ließen sich wichtige Elemente wie der tektonische Aufbau der Mondkruste mit hoher Genauigkeit ermitteln. Die Kameras des SM erweiterten ebenfalls das Bildmaterial zum Mond.

### Rückflug zur Erde

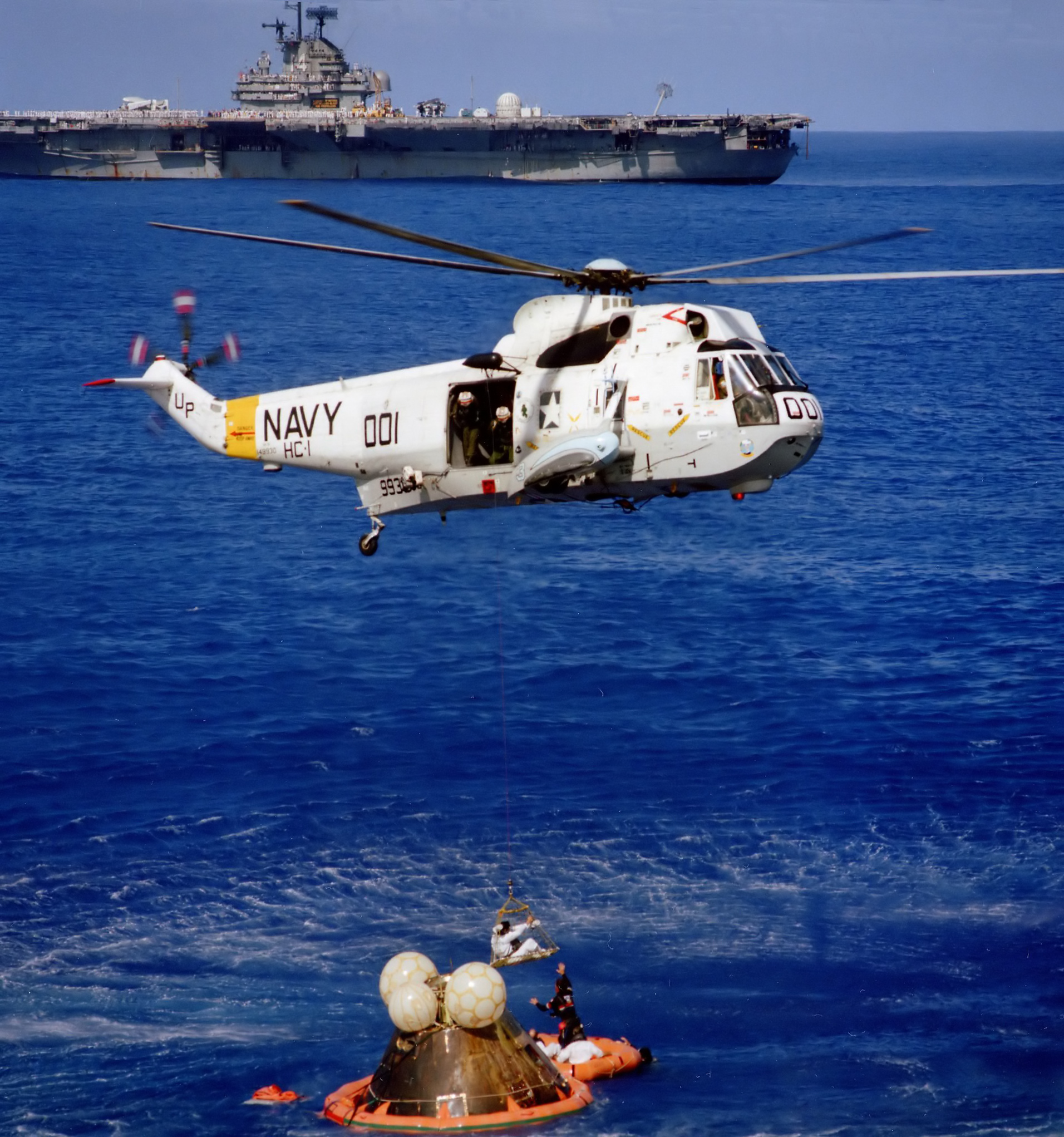
Bergung der Apollo 17 Kommandokapsel nach der Wasserung im Pazifik

Nachdem Cernan und Schmitt wieder in das Apollo-Raumschiff umgestiegen waren, wurde die Aufstiegsstufe der Mondfähre gezielt zum Absturz gebracht. Sie schlug in etwa 10 km Entfernung von der zurückgelassenen Abstiegsstufe auf. Das ausgelöste Mondbeben wurde nicht nur von den Seismometern an der Landestelle von Apollo 17 registriert, sondern auch von den noch funktionsfähigen von Apollo 12, 14, 15 und 16.
Die von den Astronauten installierten Sprengladungen des aktiven seismischen Experiments (ASE) wurden in den folgenden Tagen ferngezündet.
Auch bei diesem Rückflug stand wieder eine EVA zur Bergung von Filmmaterial an. Evans verbrachte dabei 66 Minuten außerhalb der America. Am 19. Dezember 1972 sprengten die Astronauten das nicht mehr benötigte Servicemodul ab. Die Kommandokapsel trat in die Erdatmosphäre ein und um 19:24 UTC wasserte die Apollo-17-Besatzung mit der Kommandokapsel im Pazifik. Cernan, Evans und Schmitt wurden von einem Rettungshubschrauber (Sikorsky S-61) geborgen und waren 52 Minuten nach der Landung sicher an Bord der Ticonderoga.

## Verbleib des Raumfahrzeugs

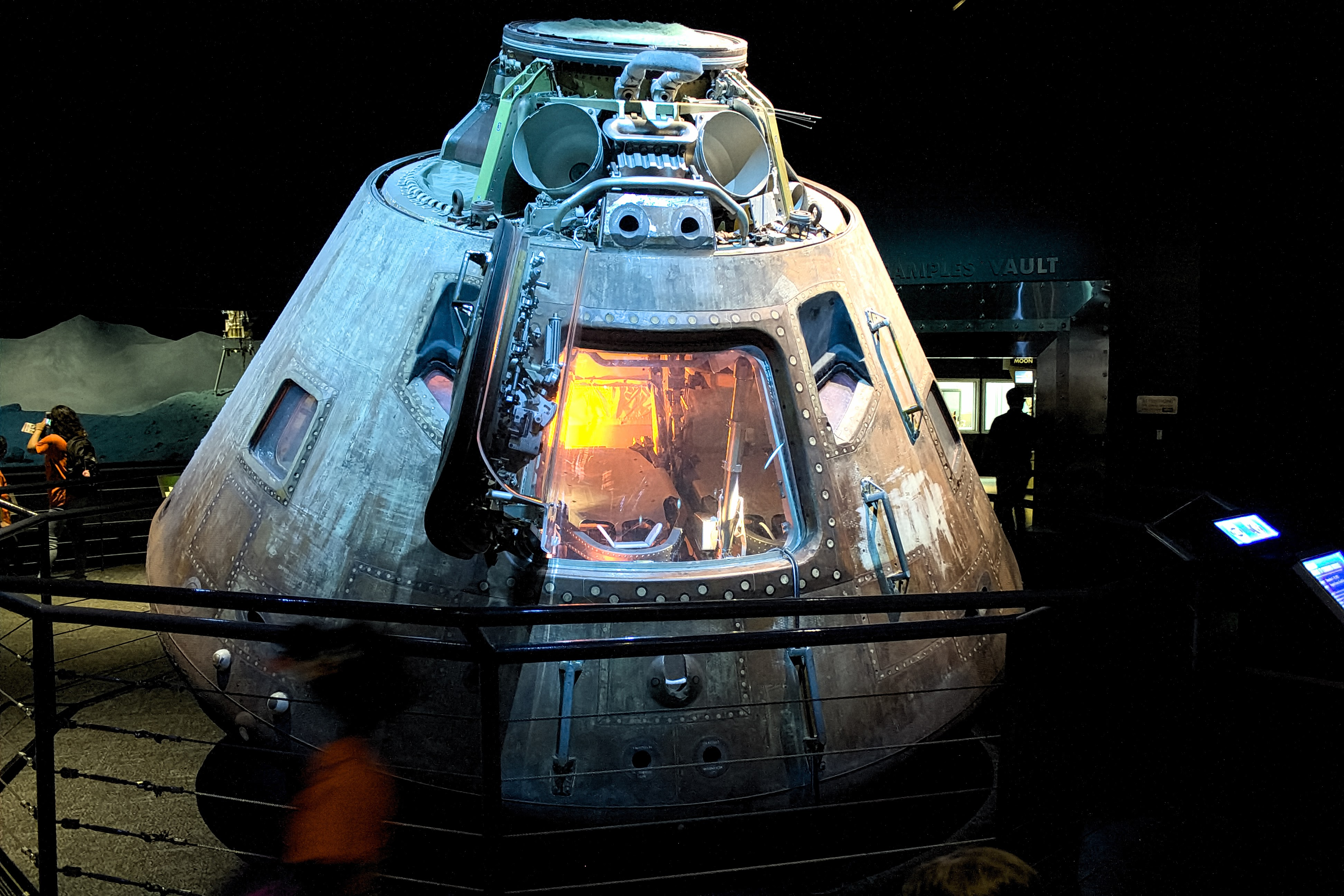
Das Kommandomodul von Apollo 17

Die Kommandokapsel befindet sich heute im Lyndon B. Johnson Space Center in Houston, Texas. Die Aufstiegsstufe der Mondlandefähre Challenger (20° 11′ 26,88″ N, 30° 46′ 18,05″ O) verließ mit den beiden Astronauten am 15. Dezember 1972 um 6:50 UTC den Mond, die Abstiegsstufe verblieb auf dem Mond am Landeplatz (19° 57′ 36″ N, 30° 30′ 0″ O) von Apollo 17.
Im Jahr 2009 und 2011 fotografierte der Lunar Reconnaissance Orbiter den Landeplatz von Apollo 17 aus tieferen Umlaufbahnen. Auf den Fotos sind Fußwege der Astronauten sowie Reifenspuren des Rovers zu erkennen.

## Trivia
- An Bord der Apollo-Kapsel befanden sich fünf Kleine Taschenmäuse, von den Astronauten Fe, Fi, Fo, Fum und Phooey genannt, die Teil eines Experimentes zur Wirkung kosmischer Strahlung auf Lebewesen waren.
- Der Prolog des 1999 erschienenen Buches Back to the Moon von Homer Hickam beginnt mit einer dramatisierten Darstellung des Endes des zweiten Apollo 17 EVA. Der orange Boden (Orange Soil) wird dann zum Hauptthema der Handlung für den Rest der Geschichte.[27]
- Der 2005 erschienene Thriller Tyrannosaur Canyon von Douglas Preston beginnt mit einer Darstellung der Apollo 17 EVAs unter Verwendung von Zitaten aus dem offiziellen Missionstranskript.[28]
- In dem 1998 erschienenen Film Deep Impact spielt Robert Duvall den fiktiven Astronauten Spurgeon „Fish“ Tanner. Der Präsident der Vereinigten Staaten bezeichnete ihn auf einer Pressekonferenz als Der letzte Mann, der auf dem Mond ging, dargestellt wurde der Präsident im Film von Morgan Freeman.
- In der japanischen Anime-Serie Aldnoah.Zero findet die Apollo-17-Mission im Jahre 1972 auf der Rückseite des Mondes ein altes Transporter-Tor (Hypergate), mittels dessen die Menschheit mit der Besiedlung des Mars begann. Diese Entdeckung ist der Divergenzpunkt für eine alternative Geschichte.
- Das Landegebiet von Apollo 17 im Taurus-Littrow-Tal ist als möglicher Landeplatz für zukünftige Mondmissionen des deutschen Raumfahrtunternehmens Planetary Transportation Systems geplant.[29]

## Multimedia
- Harrison Schmitt fällt bei einem Mondspaziergang hin.
- Harrison Schmitt singt I was strolling on the Moon one day.
- Start der Aufstiegsstufe von Challenger von der Mondoberfläche

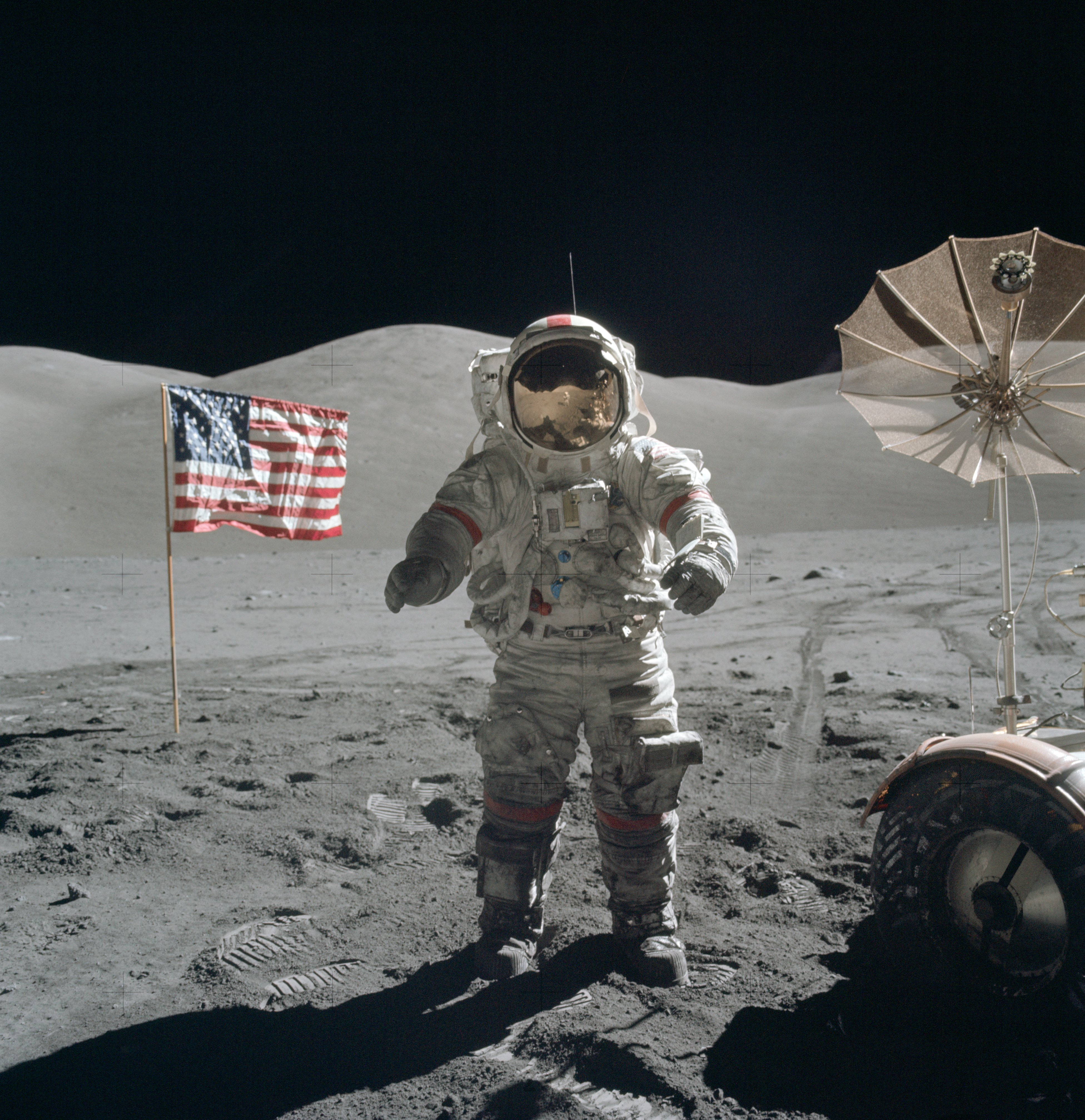
Eugene Cernan auf der Mondoberfläche, 13. Dezember 1972
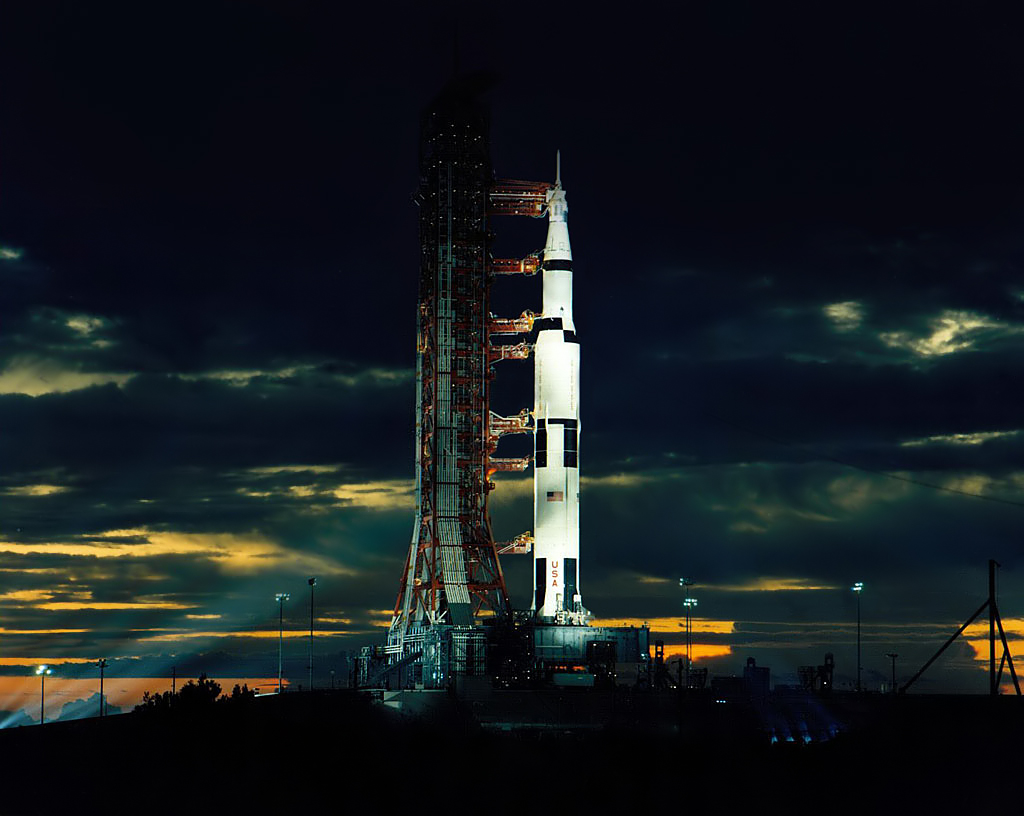
Apollo 17 Saturn V Rakete vor dem Start
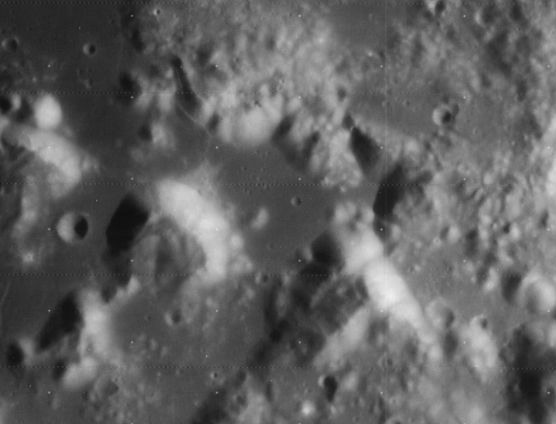
Lunar Orbiter 4 im Taurus-Littrow-Tal in der Nähe des Landeplatzes
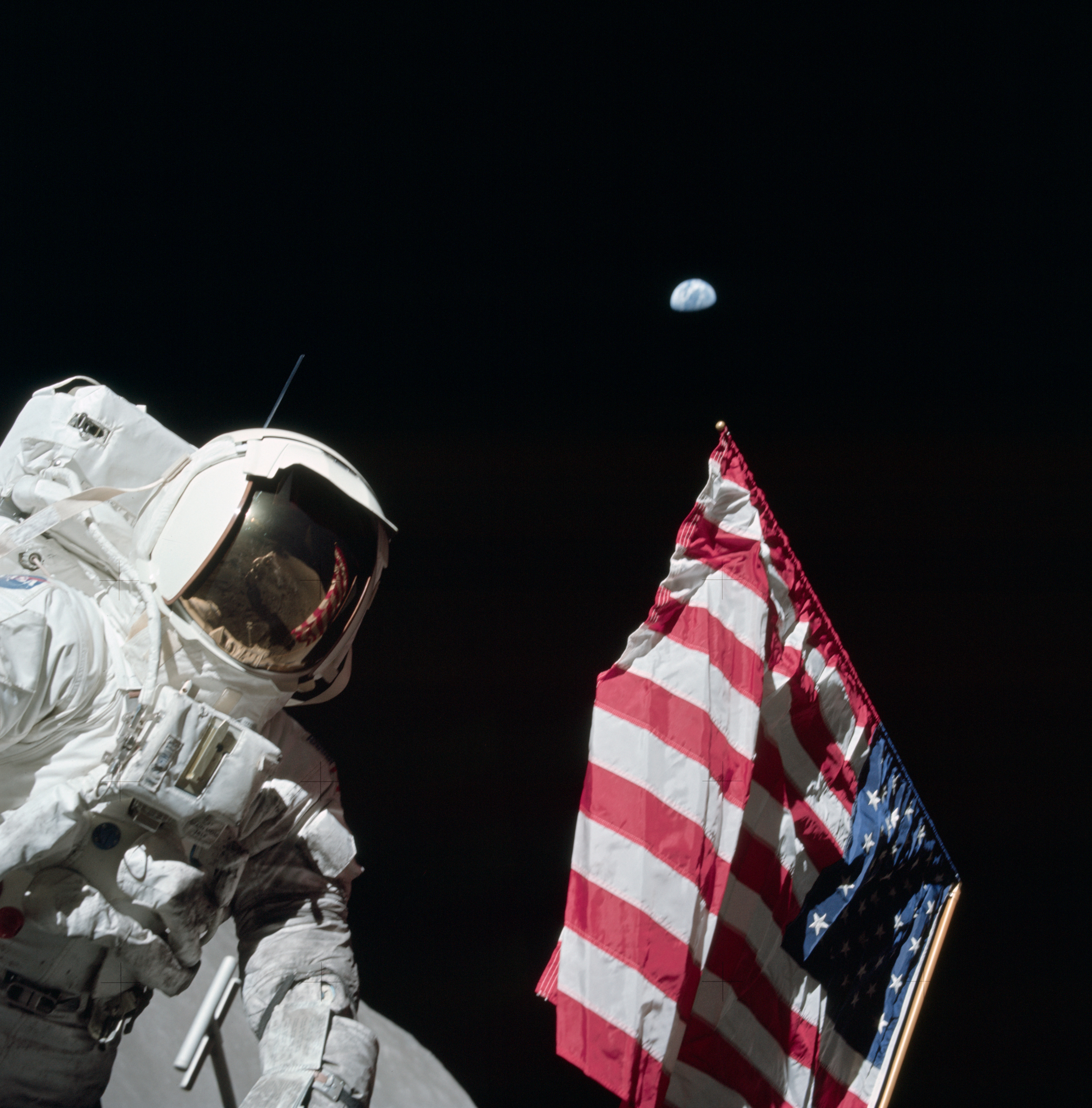
Harrison Schmitt posiert mit der US-Flagge und der Erde im Hintergrund
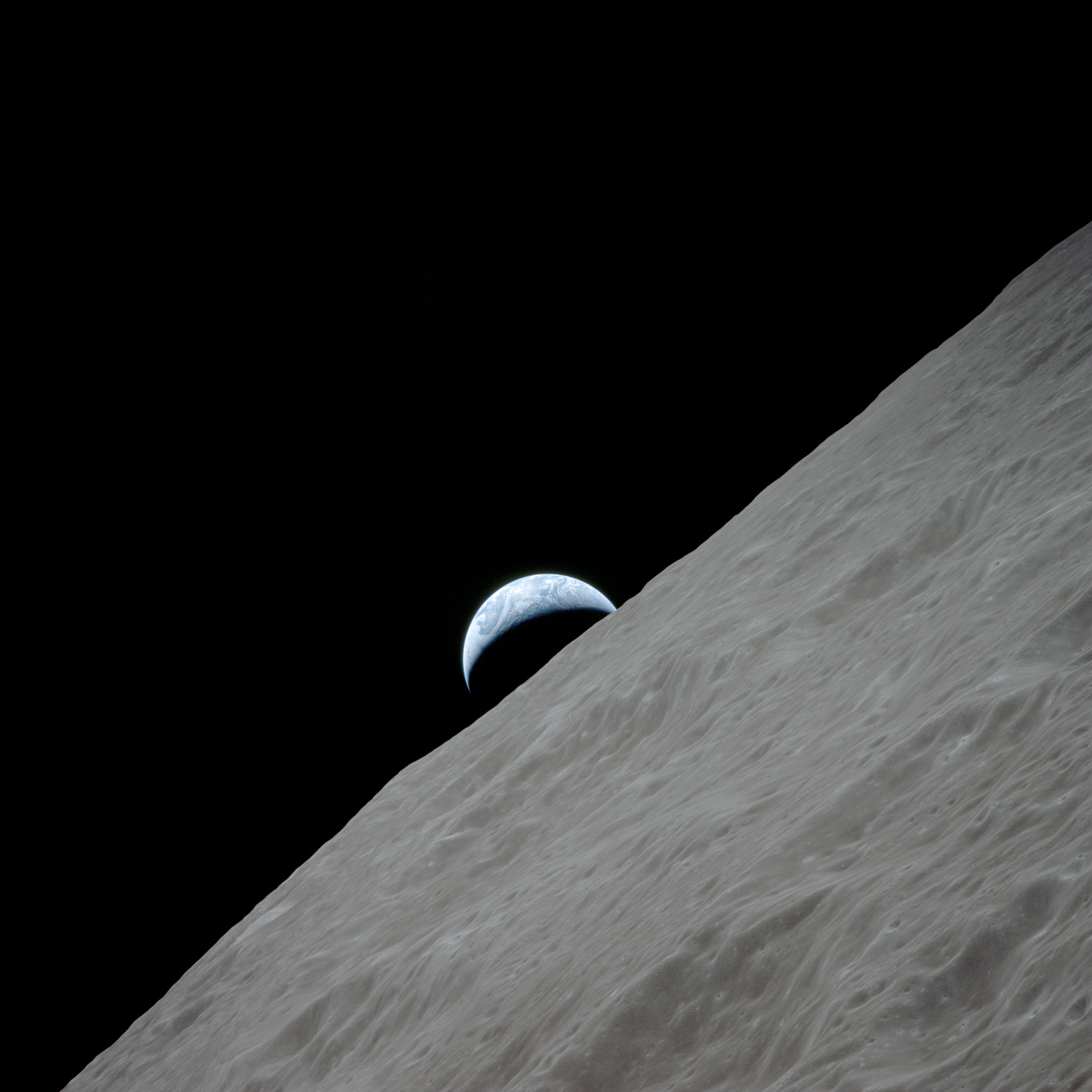
Ansicht der Erde über dem Mondhorizont (Ritz-Krater)
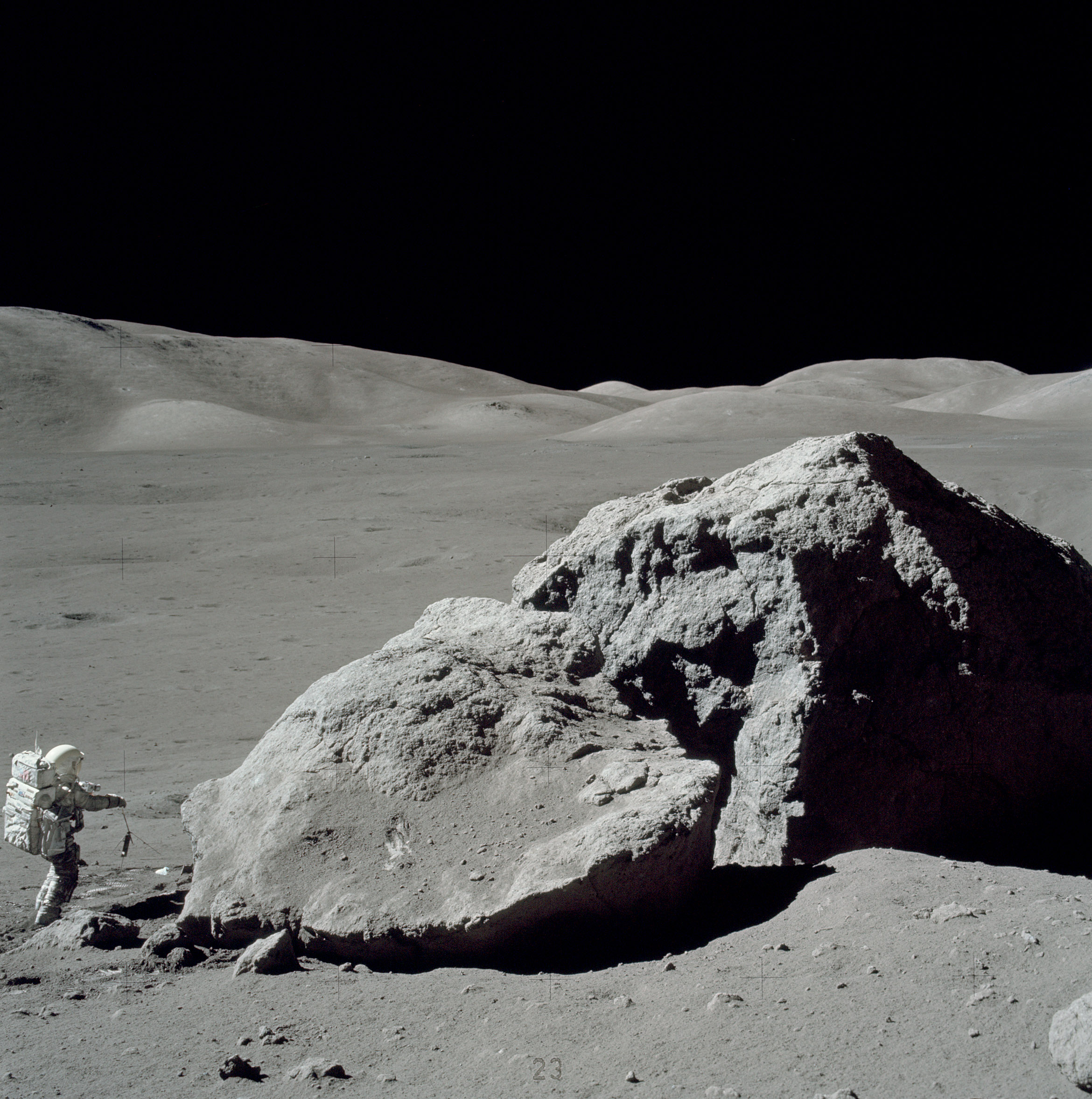
Schmitt steht neben einem großen Felsblock bei EVA-3
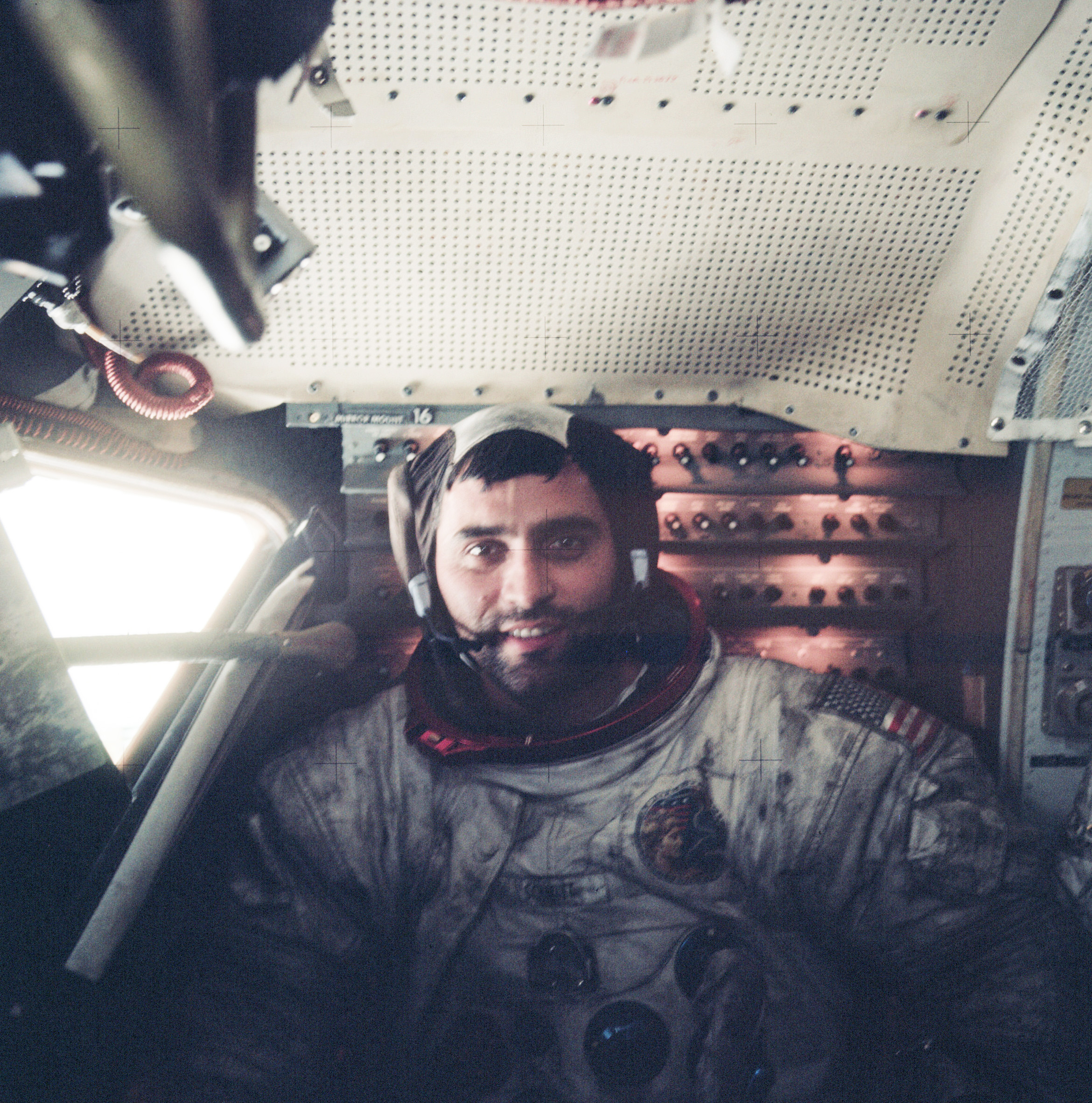
Schmitt im LM nach EVA-3
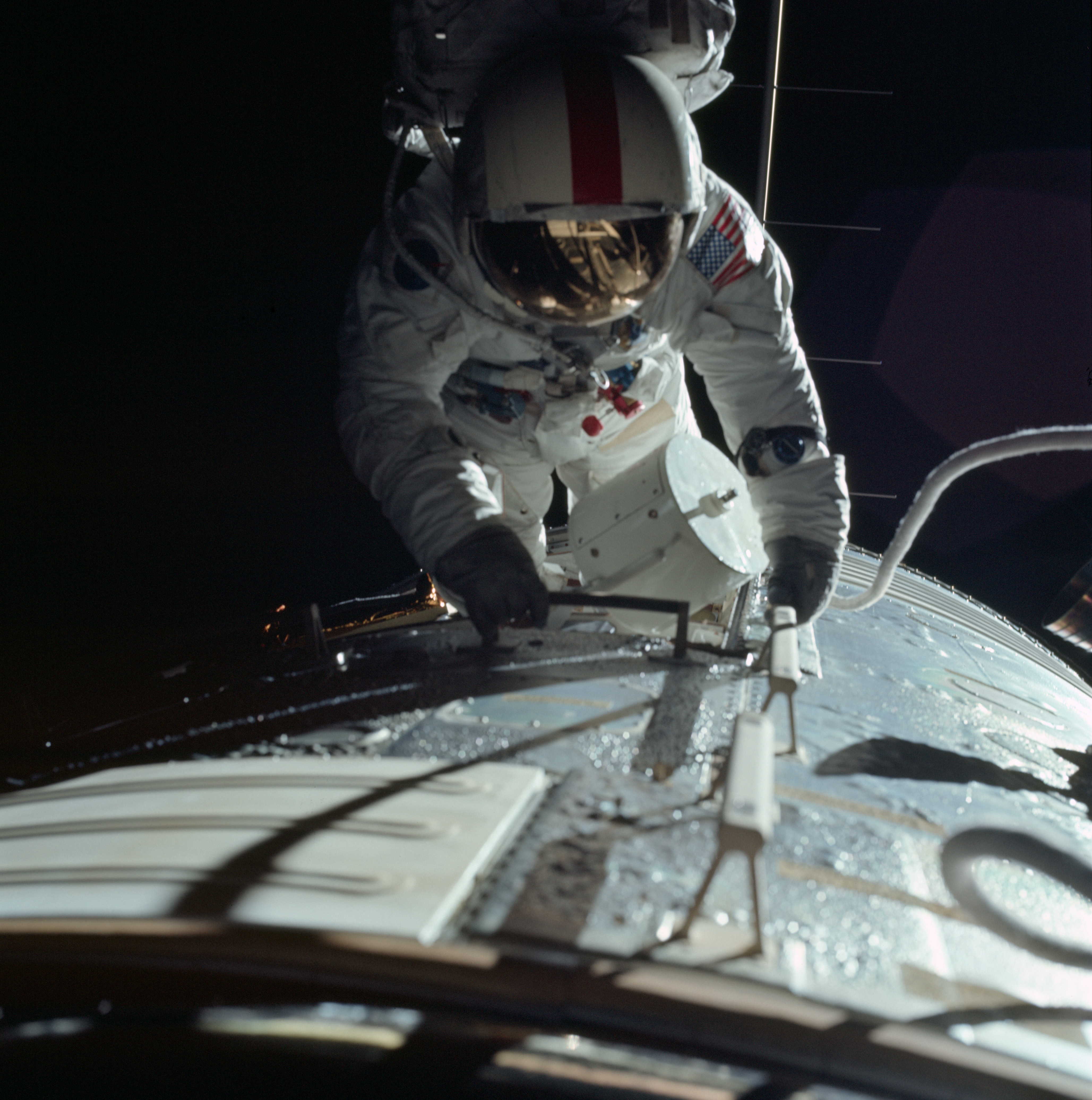
Evans während eines EVA
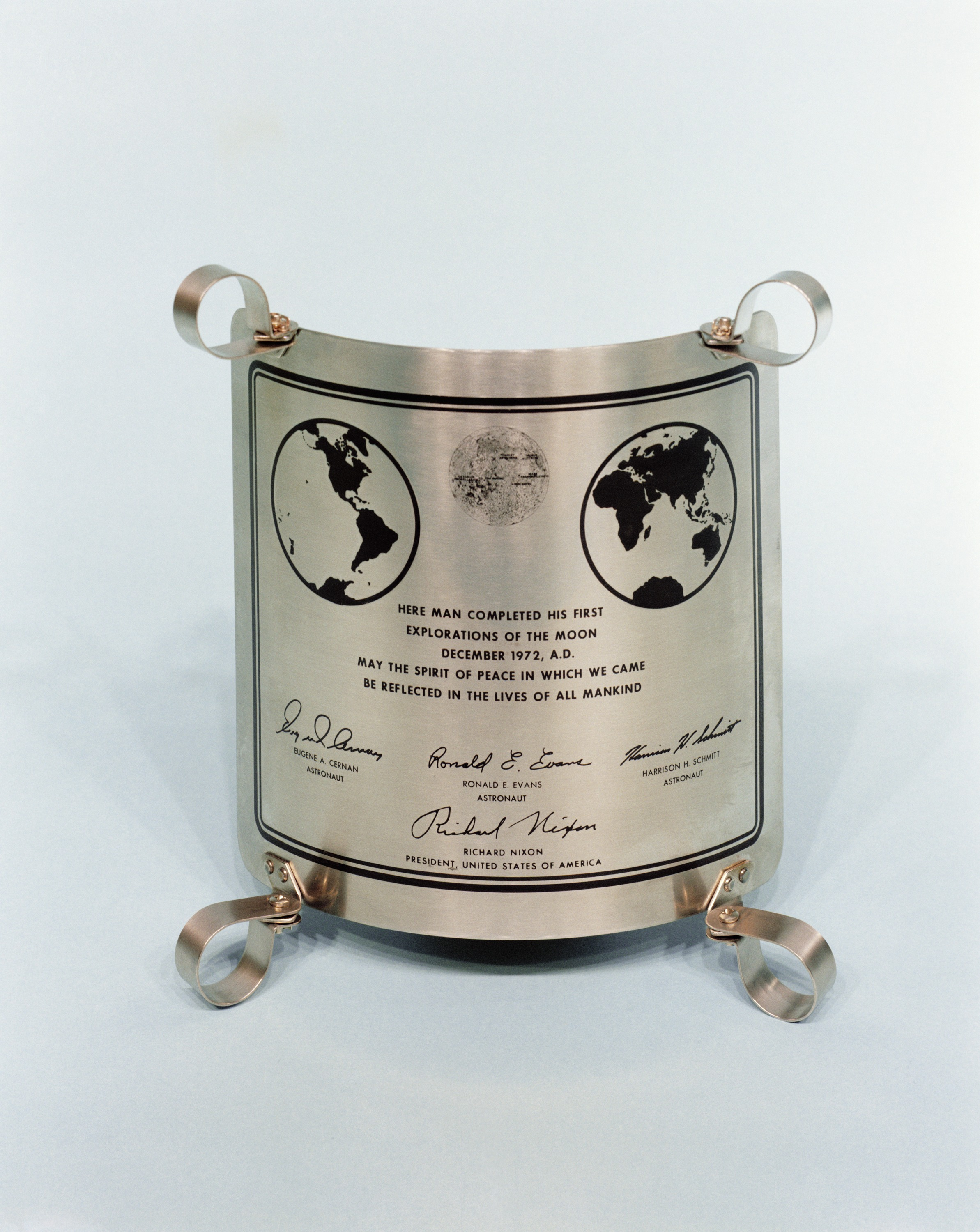
Auf dem Mond zurückgelassene Plakette von Apollo 17
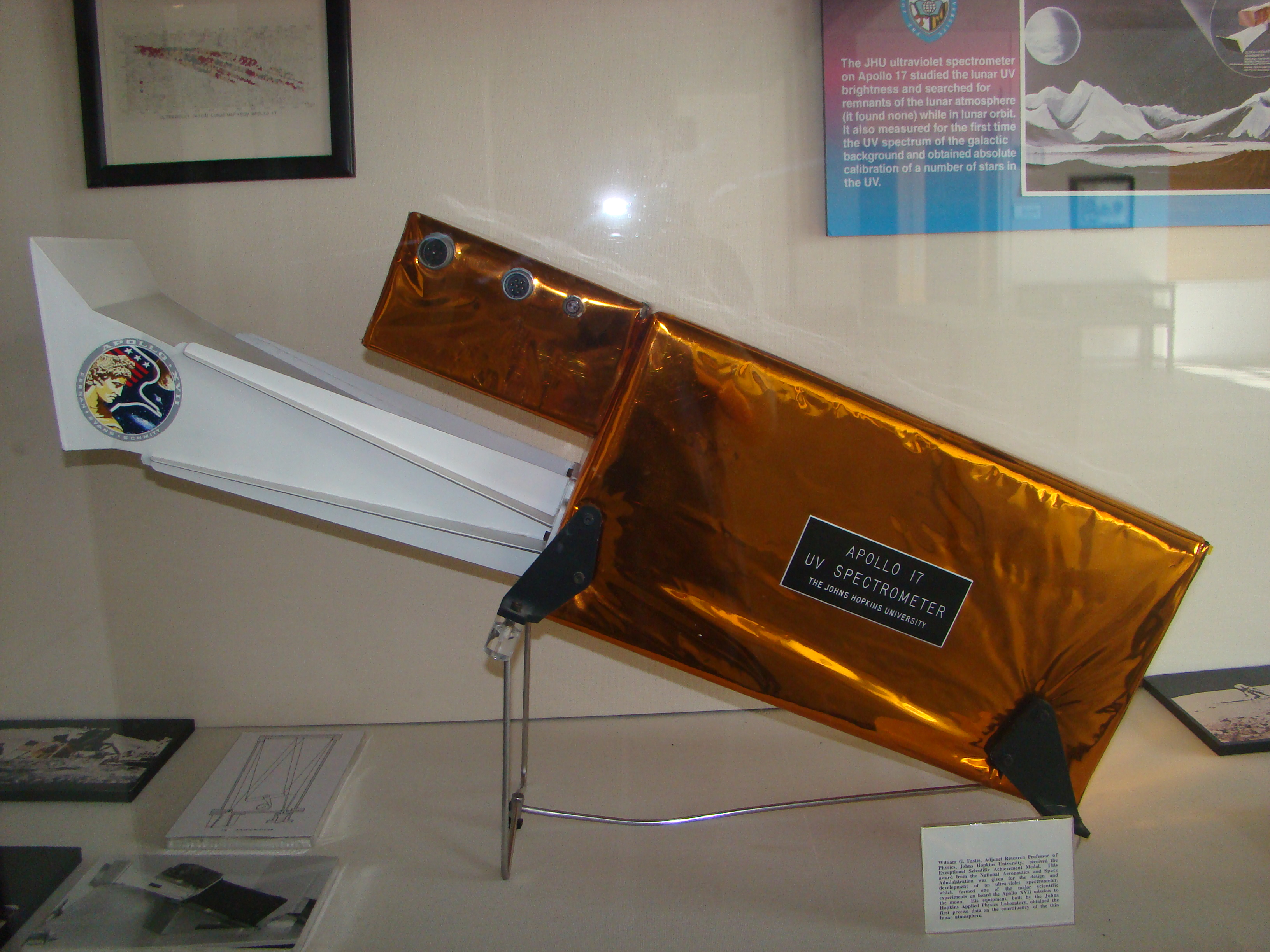
Ein Modell des UV-Spektrometers, mit dem die ersten genauen Messungen der Bestandteile der Mond-Atmosphäre durchgeführt wurden
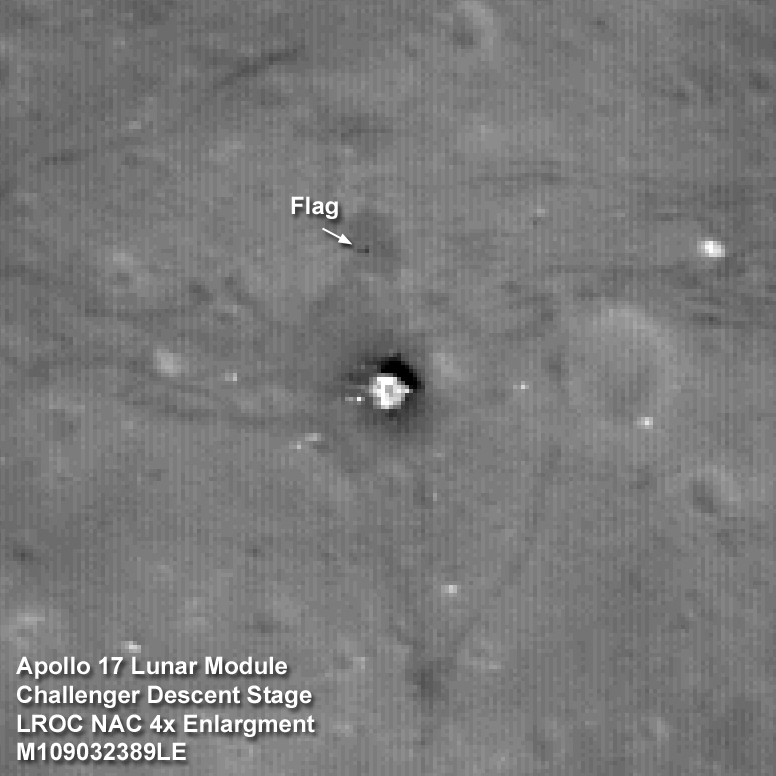
Landeplatz von Apollo 17, Bild von Lunar Reconnaissance Orbiter im Jahr 2009
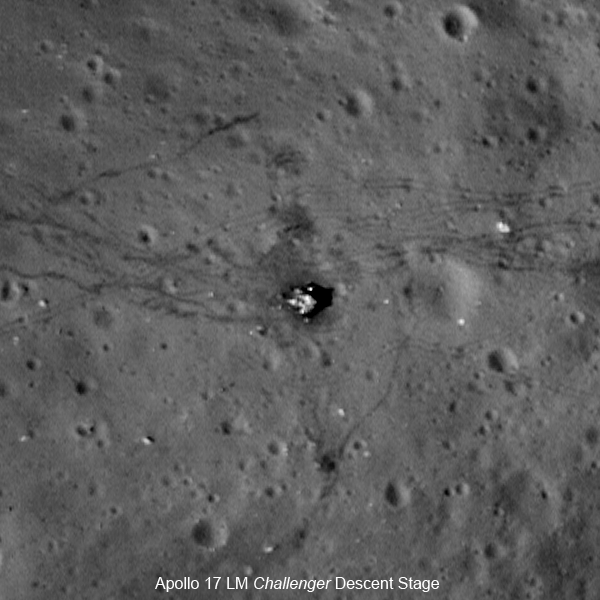
LM Challenger und Spuren des Lunar Roving Vehicle sowie Fußspuren der Astronauten, Bild von Lunar Reconnaissance Orbiter im Jahr 2011
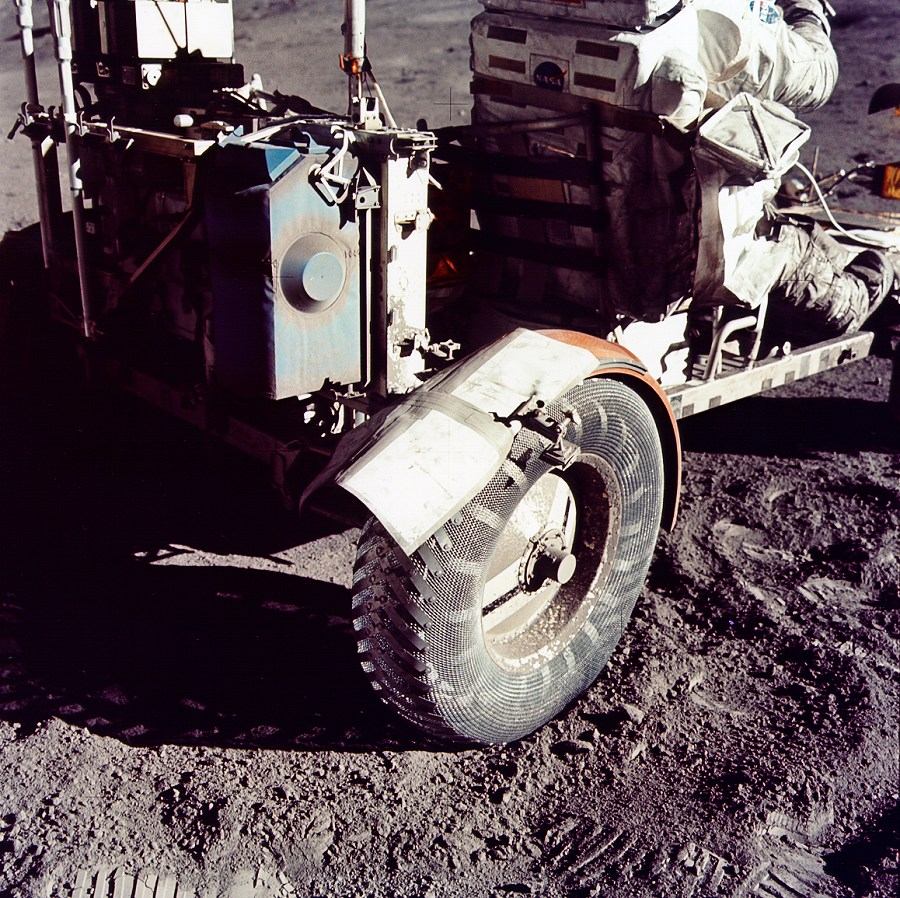
Mittels Mondkarte und Klebeband reparierter Kotflügel des Rovers
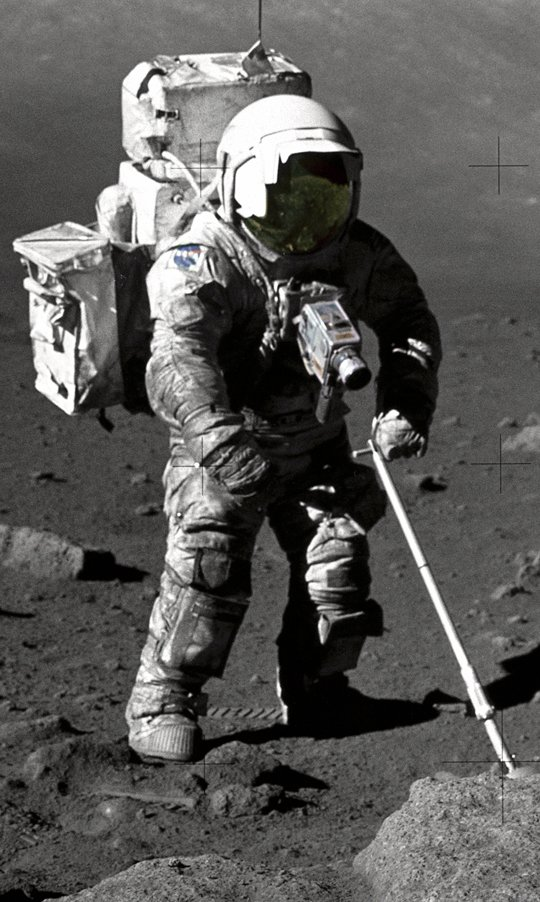
Harrison Schmitt mit Greifhilfe

## Bedeutung für das Apollo-Programm
Die ursprünglich geplanten Missionen Apollo 18, 19 und 20 wurden bereits vor Apollo 15 sowohl aus politischen als auch aus finanziellen Gründen gestrichen. Mit sechs Mondlandungen und zwölf US-amerikanischen Astronauten, die ihre Spuren auf dem Erdtrabanten hinterlassen hatten, haben die USA ein erfolgreiches Programm absolviert.
Die Sowjetunion hat nach anderen, auch späteren Erfolgen nie eine adäquate Technik (siehe N1) für eine bemannte Mondlandung realisiert. Deren Nachfolgestaat Russland beabsichtigt mit modifizierten Sojus-Raumschiffen und dem PTK NP den Mond zu erreichen.